# Polyscias papyracea
Polyscias papyracea är en araliaväxtart som först beskrevs av William Raymond Philipson, och fick sitt nu gällande namn av Lowry och G.M.Plunkett. Polyscias papyracea ingår i släktet Polyscias och familjen Araliaceae. Inga underarter finns listade.